# Cubocephalus lacteator
Cubocephalus lacteator là một loài tò vò trong họ Ichneumonidae.